# (3869) Norton
Pour les articles homonymes, voir Norton.
(3869) Norton est un astéroïde de la ceinture principale.

## Description
(3869) Norton est un astéroïde de la ceinture principale. Il fut découvert le 3 mai 1981 à la station Anderson Mesa par Edward L. G. Bowell. Il présente une orbite caractérisée par un demi-grand axe de 2,45 UA, une excentricité de 0,13 et une inclinaison de 4,4° par rapport à l'écliptique.

## Compléments